# Сан-Вісенте-дель-Паласіо
Сан-Вісенте-дель-Паласіо (ісп. San Vicente del Palacio) — муніципалітет в Іспанії, у складі автономної спільноти Кастилія-і-Леон, у провінції Вальядолід. Населення — 214 осіб (2010).
Муніципалітет розташований на відстані близько 130 км на північний захід від Мадрида, 49 км на південь від Вальядоліда.

## Демографія
Динаміка населення (INE ):